# Université d'Oakland
L'université d'Oakland (en anglais : Oakland University) est une université publique américaine située à Auburn Hills et Rochester Hills, dans le comté d'Oakland, dans l'État du Michigan.

## Histoire
En 1908, John Francis Dodge et son épouse Matilda achètent la ferme de Meadow Brook avec 320 acres de terres, située dans le centre du comté d'Oakland. À la mort de John en 1920, sa femme se remarie avec Alfred G. Wilson. Le couple fait construire Meadow Brook Hall (en) sur leur terrain entre 1926 et 1929.
L'université d'Oakland est créée en 1957 quand Matilda Dodge Wilson et son deuxième mari, Alfred Wilson, font don de leur domaine de 1443 acres (5,84 km2) à l'université du Michigan. Les principaux bâtiments du campus sont achevés sur Squirrel Road. L'université accueille ses premiers étudiants en 1959 et est rebaptisée Oakland University en 1963.
L'université est officiellement indépendante depuis 1970. Rochester Hills se situe à 8 km du campus principal. 
En septembre 2009, les professeurs titulaires font grève. Ils revendiquent la propriété des droits d'auteur et des brevets. Le conseil d'administration de l'université estime que la grève est illégale et intente une action en justice. Après une semaine de grève, la faculté et l'administration parviennent à un accord.